# رزم‌آور
رزم‌آور درجه‌ای درجه‌داری در نیروهای زمینی و هوافضایی سپاه پاسداران انقلاب اسلامی ایران است که جایگاهی بالاتر از رزم‌یار و پایین‌تر از رزم‌دار دارد. 
رزم‌آور معادل «گروهبان» در نیروهای زمینی و هوایی و «مهناوی» در نیروی دریایی ارتش جمهوری اسلامی ایران و درجه «ناویار» در نیروی دریایی سپاه پاسداران انقلاب اسلامی است.
درجۀ رزم‌آوری سال ۱۳۷۰ جاری شده و سه رتبه دارد:
1. رزم‌آور یکم پاسدار
2. رزم‌آور دوم پاسدار
3. رزم‌آور سوم پاسدار

## واژه‌شناسی
«رزم‌آور» از «رزم آوردن» به معنای «جنگ کردن، جنگیدن؛ رزمیدن؛ نبرد کردن» ساخته شده‌است. مقوله دستوری این واژه اسم و صفت فاعلی و ساخت‌واژه آن به صورت [اسم (رزم) + ین فعل حال «آوردن» (‌آور)] است. در ساخت این واژه از فرایند واژه‌سازی ترکیب استفاده شده‌است:
رزم «جنگ، نبرد» < در پارسی میانه: razm < پارسی باستان: -razma* < ایرانی باستان: -raźman* از ریشه -raź*√ «آراستن؛ ترتیب دادن، اداره کردن» + ‌آور > بن فعل آوردن.
«رزم‌آور» به معنی «جنگ‌آور، رزمنده» در آثار ادبی فارسی بسیار به کار رفته‌است. چنانچه، فردوسی در «شاهنامه» گفته:
که گردان کدامند و سالار کیست،

ز رزم‌آوران جنگ را یار کیست.
| درجه‌های سپاه پاسداران انقلاب اسلامی | درجه‌های سپاه پاسداران انقلاب اسلامی | درجه‌های سپاه پاسداران انقلاب اسلامی |
| نیروها                              | نیروها                              | نیروها                              |
| نیروهای زمینی،هوافضا و قدس          | نیروی دریایی                        |                                     |
| ----------------------------------- | ----------------------------------- | ----------------------------------- |
| ارتشبد پاسدار                       | دریابد پاسدار                       |                                     |
| سپهبد پاسدار                        | دریاسالار پاسدار                    |                                     |
| سرلشکر پاسدار                       | دریابان پاسدار                      |                                     |
| سرتیپ پاسدار                        | دریادار پاسدار                      |                                     |
| سرتیپ دوم پاسدار                    | دریادار دوم پاسدار                  |                                     |
| سرهنگ پاسدار                        | ناوسالار یکم پاسدار                 |                                     |
| سرهنگ دوم پاسدار                    | ناوسالار دوم پاسدار                 |                                     |
| سرگرد پاسدار                        | ناوسالار سوم پاسدار                 |                                     |
| سروان پاسدار                        | ناوسروان پاسدار                     |                                     |
| ستوان یکم پاسدار                    | ناوبان یکم پاسدار                   |                                     |
| ستوان دوم پاسدار                    | ناوبان دوم پاسدار                   |                                     |
| ستوان سوم پاسدار                    | ناوبان سوم پاسدار                   |                                     |
| رزم‌دار یکم پاسدار                   | ناودار یکم پاسدار                   | ناودار یکم پاسدار                   |
| رزم‌دار دوم پاسدار                   | ناودار دوم پاسدار                   | ناودار دوم پاسدار                   |
| رزم‌آور یکم پاسدار                   | ناویار یکم پاسدار                   | ناویار یکم پاسدار                   |
| رزم‌آور دوم پاسدار                   | ناویار دوم پاسدار                   | ناویار دوم پاسدار                   |
| رزم‌آور سوم پاسدار                   | ناویار سوم پاسدار                   | ناویار سوم پاسدار                   |
| رزم‌یار                              | سرناوی                              | سرناوی                              |
| سرباز                               | ناوی                                | ناوی                                |